# Горње Видово
Горње Видово је насеље у Србији у општини Параћин у Поморавском округу. Према попису из 2022. било је 595 становника.
Овде се налази Запис Милетића јасен суви (Горње Видово), Запис дуд у Горњој мали (Горње Видово) и Запис храст код цркве (Горње Видово).

## Демографија
У насељу Горње Видово живи 679 пунолетних становника, а просечна старост становништва износи 41,1 година (40,5 код мушкараца и 41,7 код жена). У насељу има 224 домаћинства, а просечан број чланова по домаћинству је 3,82.
Ово насеље је великим делом насељено Србима (према попису из 2002. године), а у последња три пописа, примећен је пад у броју становника.
|  |

| Демографија | Демографија | Демографија |
| Година      | Становника  | Становника  |
| ----------- | ----------- | ----------- |
| 1948.       | 957         |             |
| 1953.       | 1.053       |             |
| 1961.       | 1.073       |             |
| 1971.       | 968         |             |
| 1981.       | 980         |             |
| 1991.       | 932         | 908         |
| 2002.       | 855         | 918         |

| Етнички састав према попису из 2002.‍ | Етнички састав према попису из 2002.‍ | Етнички састав према попису из 2002.‍ | Етнички састав према попису из 2002.‍ | Етнички састав према попису из 2002.‍ |
| ------------------------------------ | ------------------------------------ | ------------------------------------ | ------------------------------------ | ------------------------------------ |
|                                      |                                      |                                      |                                      |                                      |
| Срби                                 | Срби                                 |                                      | 845                                  | 98,83%                               |
| Хрвати                               | Хрвати                               |                                      | 2                                    | 0,23%                                |
| Роми                                 | Роми                                 |                                      | 1                                    | 0,11%                                |
| Муслимани                            | Муслимани                            |                                      | 1                                    | 0,11%                                |
| Југословени                          | Југословени                          |                                      | 1                                    | 0,11%                                |
| непознато                            | непознато                            |                                      | 4                                    | 0,46%                                |

| Година пописа     | 1948. | 1953. | 1961. | 1971. | 1981. | 1991. | 2002. |
| ----------------- | ----- | ----- | ----- | ----- | ----- | ----- | ----- |
| Број домаћинстава | 198   | 215   | 241   | 242   | 233   | 223   | 224   |

| Број чланова      | 1  | 2  | 3  | 4  | 5  | 6  | 7 | 8 | 9 | 10 и више | Просек |
| ----------------- | -- | -- | -- | -- | -- | -- | - | - | - | --------- | ------ |
| Број домаћинстава | 29 | 39 | 33 | 39 | 37 | 30 | 9 | 7 | 1 | 0         | 3,82   |

| Пол    | Укупно | Неожењен/Неудата | Ожењен/Удата | Удовац/Удовица | Разведен/Разведена | Непознато |
| ------ | ------ | ---------------- | ------------ | -------------- | ------------------ | --------- |
| Мушки  | 341    | 59               | 238          | 27             | 15                 | 2         |
| Женски | 364    | 50               | 240          | 68             | 6                  | 0         |
| УКУПНО | 705    | 109              | 478          | 95             | 21                 | 2         |

| Пол    | Укупно                    | Пољопривреда, лов и шумарство | Рибарство                            | Вађење руде и камена | Прерађивачка индустрија       |
| ------ | ------------------------- | ----------------------------- | ------------------------------------ | -------------------- | ----------------------------- |
| Мушки  | 184                       | 41                            | 0                                    | 0                    | 82                            |
| Женски | 72                        | 28                            | 0                                    | 0                    | 28                            |
| УКУПНО | 256                       | 69                            | 0                                    | 0                    | 110                           |
| Пол    | Производња и снабдевање   | Грађевинарство                | Трговина                             | Хотели и ресторани   | Саобраћај, складиштење и везе |
| Мушки  | 2                         | 10                            | 23                                   | 2                    | 9                             |
| Женски | 0                         | 0                             | 6                                    | 2                    | 1                             |
| УКУПНО | 2                         | 10                            | 29                                   | 4                    | 10                            |
| Пол    | Финансијско посредовање   | Некретнине                    | Државна управа и одбрана             | Образовање           | Здравствени и социјални рад   |
| Мушки  | 0                         | 1                             | 2                                    | 4                    | 0                             |
| Женски | 0                         | 0                             | 0                                    | 3                    | 3                             |
| УКУПНО | 0                         | 1                             | 2                                    | 7                    | 3                             |
| Пол    | Остале услужне активности | Приватна домаћинства          | Екстериторијалне организације и тела | Непознато            | Непознато                     |
| Мушки  | 2                         | 0                             | 0                                    | 6                    | 6                             |
| Женски | 1                         | 0                             | 0                                    | 0                    | 0                             |
| УКУПНО | 3                         | 0                             | 0                                    | 6                    | 6                             |